# 警視庁さがし物係
『警視庁さがし物係』（けいしちょうさがしものがかり）は、2018年2月11日にテレビ朝日系「日曜ワイド」で放送された刑事ドラマ。主演は岸谷五朗。

## キャスト

### 警視庁生活安全課身元不明捜索室
沢村耕作
演 - 岸谷五朗
巡査部長。元警視庁江東警察署刑事課鑑識係。
さがしものが好き。「にんにく・にんにく」と心を込め唱えながら探し物をする。
新田沙織
演 - 中越典子
室長。沢村の上司。父は丹伊田損害保険会社の元代表取締役社長・迫田修一。沙織は愛人の子なので名字が違う。
松永優一
演 - 橋本淳
巡査部長。沢村の同僚。囲碁教室に通っている。

### 警察関係者
- 小林晃伸（警視庁江東警察署 署長） - 坂口進也
- 東海林忠司（警視庁捜査一課・管理官） - 長谷川朝晴
- 矢代正彦（警視庁警務部長・警視長） - 佐野史郎

### レストラン「カルカソンヌ」関係者
- 藤田尚美（上田一成の秘書） - 清水由紀[1]
- 浅井直生（肉部門のシェフ） - 岩永徹也
- 大岡武雄（総料理長・元副料理長） - 伊藤正之
- 遠山理恵子（ソムリエ） - 八代みなせ[2]
- 黒川達郎（グルメガイドブックの覆面調査員・元シェフ） - 山崎銀之丞
- 上田一成（「UIキャピタル・マネジメント」代表取締役社長・レストランオーナー） - 羽場裕一

### その他
- 水田恭子（ルノワール出版 総務部三課課長・グルメガイドブックの編集長） - 陽月華
- 塚原哲司（黒川達郎の恩師のレストランシェフ） - 久保酎吉
- 小坂部幸雄（ロダン食品食中毒事件の被害者） - 山崎画大[3]
- 佐野弘明（ジパングクリエイト 元社長・電車内痴漢事件の加害者） - 加門良
- レストラン総支配人 - 内野智
- 杉原博之（吉祥寺瑞鳳建設 元資材部長・タクシー運転手暴行事件の加害者） - 大河原啓介[4]
- 川越鐘つき最中店の店主 - 吉田幸矢
- 事件現場（回想）の警察官 - 中村僚志
- 遺体安置室にいた刑事 - 金重陽平
- 志茂山総合病院の看護師 - 生田佳那
- 事件現場（回想）の少女 - 松田花
- 冒頭の身元不明遺体 - 坂手希三子
- 永峰あつこ（永峰和樹の妻） - 瀬尾万里子

## スタッフ
- 脚本 - 浜田秀哉、青木江梨花
- 監督 - 田村孝蔵
- 音楽 - 奈良悠樹
- ゼネラルプロデューサー - 関拓也（テレビ朝日）
- プロデューサー - 丸山真哉（東映）、髙木敬太（東映）
- 制作 - テレビ朝日、東映